# Heteroptila argoplaca
Heteroptila argoplaca là một loài bướm đêm trong họ Geometridae.